# Bjørn Farmann

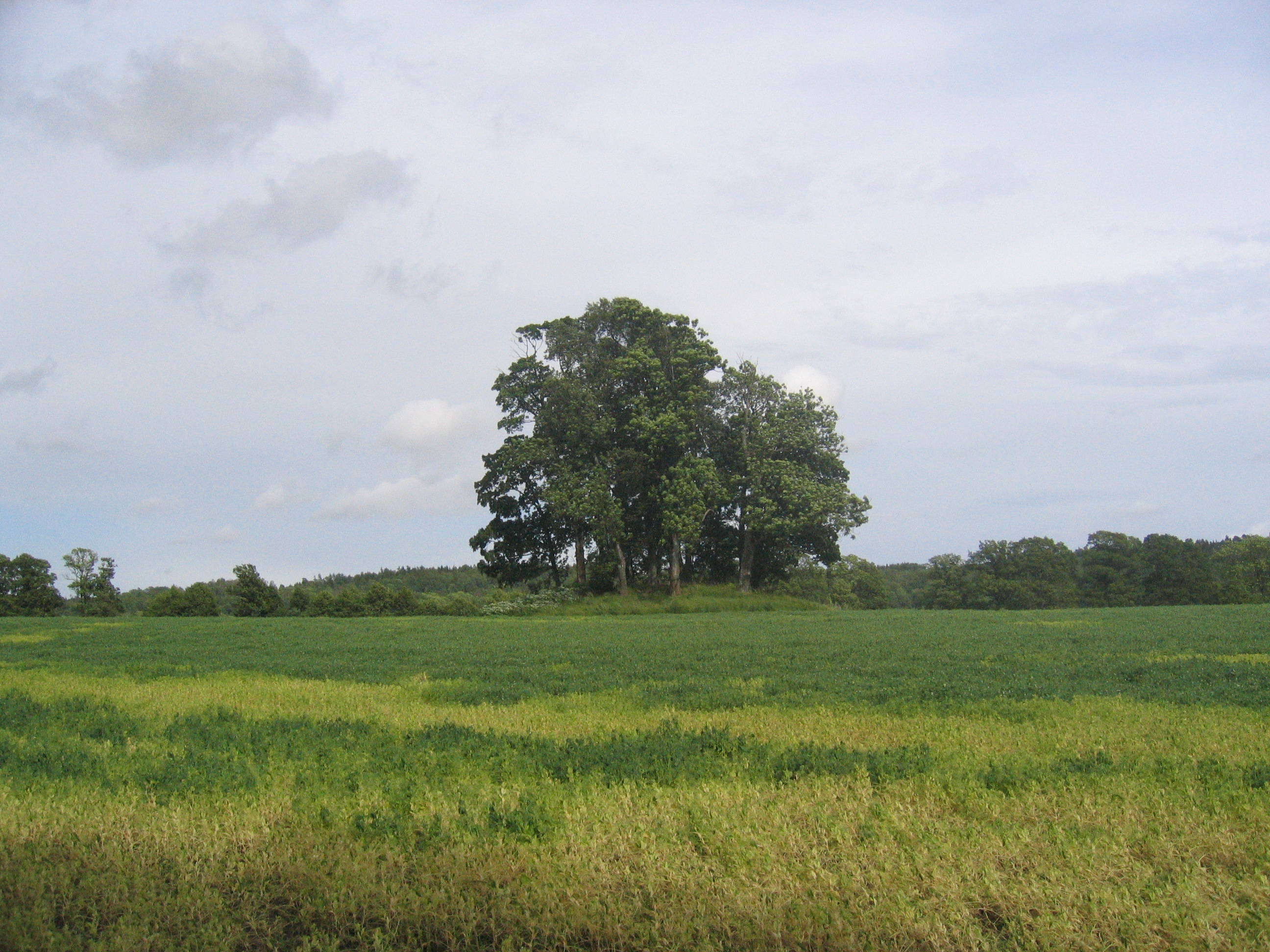
Farmannshaugen vid Jarlsberg hovedgård i Tønsberg, trolig begravningsplats för Bjørn Farman.

Bjørn Farman, född cirka 895, död 927, kung i Vestfold, var son till kung Harald Hårfager och Svanhild Øysteinsdotter. Far till Gudrød Bjørnsson. Kung Harald ska enligt medeltida krönikörer har utsett sonen Erik Blodyx till sin efterträdare och de andra sönerna till hans lydkungar. Bjørn dödades av Erik efter att denne tillträtt som överkung av Norge. Tillnamnet farman var en medeltida term som betyder "köpman".